# Manania distincta
Manania distincta är en nässeldjursart som först beskrevs av Kamakiche Kishinouye 1910.  Manania distincta ingår i släktet Manania och familjen Depastridae. Inga underarter finns listade i Catalogue of Life.